# Triumfetta paniculata
Triumfetta paniculata är en malvaväxtart som beskrevs av William Jackson Hooker och Arn.. Triumfetta paniculata ingår i släktet triumfettor, och familjen malvaväxter. Inga underarter finns listade i Catalogue of Life.